# 2009 au Kazakhstan
Cet article présente les faits marquants de l'année 2009 au Kazakhstan.

## Évènements
- Mercredi 4 février 2009 : Le président biélorusse Alexandre Loukachenko annonce que la Russie et quatre autres pays de l'ex-URSS (Biélorussie, Kazakhstan, Kirghizstan et Tadjikistan) ont décidé à Moscou de créer un fonds commun de 10 milliards de dollars pour lutter contre les conséquences de la crise économique. Le même jour, les présidents de la Russie, de la Biélorussie, du Kazakhstan, et du Tadjikistan auxquels se joint de l'Ouzbékistan et l'Arménie décident de créer des « forces armées collectives » afin de répondre à d'éventuelles menaces extérieures.

- Lundi 9 février 2009 : Le ministère kazakh des Affaires étrangères, annonce que le Kazakhstan autorise désormais le transit terrestre du matériel destiné aux forces de la coalition dirigée par les États-Unis en Afghanistan, à l'exclusion des armes.

- Mercredi 8 avril 2009 : Le vaisseau spatial Soyouz atterri au Kazakhstan ramenant trois spationautes en provenance de la station spatiale internationale, avec à son bord l'Américain Michael Fincke, le Russe Iouri Lontchakov et le touriste américano-hongrois Charles Simonyi.

- Mercredi 27 mai 2009 : Une fusée Soyouz a décollé du cosmodrome de Baïkonour pour rejoindre la Station spatiale internationale. Elle emporte 3 astronautes, un Belge (Frank De Winne, 48 ans), un Canadien (Robert Thirsk, 55 ans) et un Russe (Roman Romanenko, 37 ans). Ils vont séjourner six mois à bord de l'ISS, et rejoindront l'Américain Michael Barratt, le Russe Guennadi Padalka et le Japonais Koichi Wakata qui s'y trouvent déjà. En octobre, Frank De Winne prendra les commandes de l'ISS jusqu'à son retour sur terre en novembre, succédant au Russe Guennadi Padalka[1].

- Vendredi 19 juin 2009 : Le parti du pouvoir, le Nour Otan, recommande « à l'agence d'État pour le service public de créer et d'introduire sans faute un badge disant « Je suis contre la corruption » qui fera partie intégrante de l'uniforme de chaque fonctionnaire du Kazakhstan ». Le responsable de ce parti qui contrôle tous les sièges au Parlement, s'est aussi emporté contre la télévision d'État, qu'il accuse de ne pas diffuser assez d'émissions pour la jeunesse brocardant la corruption.

- Mercredi 8 juillet 2009 : Le secrétaire américain au Commerce, Gary Locke, a estimé à Moscou que le nouveau projet de la Russie d'adhérer à l'OMC au sein d'une union douanière avec le Kazakhstan et le Bélarus était irréalisable. À la surprise générale, le premier ministre Vladimir Poutine avait annoncé en juin que Moscou, Minsk et Astana allaient parachever leur union douanière et présenter une candidature commune à l'OMC, mettant ainsi un terme au long processus d'adhésion individuelle de chacun des trois pays.

- Vendredi 10 juillet 2009 : Selon l'Agence spatiale européenne, la Mer d'Aral a perdu 80 % de son eau depuis 2006. Cette mer, qui était autrefois la quatrième plus grande étendue d'eau à l'intérieur des terres, n'a cessé voir sa surface diminuer depuis un demi-siècle lorsque les rivières qui l'alimentaient ont été détournées au profit de projets d'irrigation. Voici une vingtaine d'années, elle s'est divisée en deux parties : la « Petite mer d'Aral » au Nord, située au Kazakhstan, et la « Grande mer d'Aral » au Sud, que se partagent le Kazakhstan et l'Ouzbékistan. En 2000, la Grande mer d'Aral s'est à son tour divisée en deux parties : le lobe oriental et le lobe occidental[2].